# Colossobolus litoralis
Espèce
Statut de conservation UICN

 CR B1ab(i,ii,iii,v) : 
En danger critique
Colossobolus litoralis est une espèce de mille-pattes de la famille des Pachybolidae endémique de Madagascar.

## Répartition et habitat
Cette espèce n'a été observée que dans la forêt d'Orangea sur le littoral du nord-est de Madagascar.

## Écologie
Colossobolus litoralis est un important décomposeur du bois mort dans cette forêt. 